# غودوين ونايت
غودوين ونايت هو ضابط وقاضي وسياسي أمريكي، ولد في 9 ديسمبر 1896 في بروفو في الولايات المتحدة، وتوفي في 22 مايو 1970 في إنغليووود في الولايات المتحدة. نشط حزبياً في الحزب الجمهوري. وقد انتخب حاكم كاليفورنيا (5 أكتوبر 1953 – 5 يناير 1959) وانتخب نائب حاكم كاليفورنيا ‏ (7 يناير 1947 – 5 أكتوبر 1953).

## وصلات خارجية
- غودوين ونايت على موقع إن إن دي بي (الإنجليزية)